# André Hanssen
André Hanssen (Tromsø, 1981. január 31. –) norvég labdarúgóközéppályás. Az SC Heerenveen és a FK Bodø/Glimt csapataiban játszott.

## Pályafutása
Az FK Bodø/Glimt csapatánál kezdte pályafutását. Több mint 100 meccsen lépett pályára, 10 gólt lőtt. 2004-ben a holland SC Heerenveen játékosa lett. Sokat volt sérült, 5 év alatt mindössze 33 bajnokin lépett pályára.
A 2007–08-as szezonban térdműtéten esett át. 2009 januárjában újra edzeni kezdett, 2009. február 2-án egy félidőt játszott a tartalékcsapatban, majd mivel nyáron nem hosszabbították meg szerződését, elhagyta a Heerenveent. 2009. augusztus 10-én visszatért korábbi csapatához, a Bodø/Glimthez, a szezon hátralevő részére írt alá.
2010. március 3-án hároméves szerződést írt alá a Strømsgodset IF csapatával. A 2010-es szezonban stabil csapattag volt, de kiújult térdsérülése, a következő két szezonban legtöbbször a sérültek listáján volt. 2012 júniusában bejelentette visszavonulását.

## Statisztikák
| Szezon   | Klub            | Osztály     | Bajnokság | Bajnokság | Kupa  | Kupa | Összesen | Összesen |
| Szezon   | Klub            | Osztály     | Meccs     | Gól       | Meccs | Gól  | Meccs    | Gól      |
| -------- | --------------- | ----------- | --------- | --------- | ----- | ---- | -------- | -------- |
| 1999     | Bodø/Glimt      | Tippeligaen | 14        | 1         | 0     | 0    | 14       | 1        |
| 2000     | Bodø/Glimt      | Tippeligaen | 25        | 2         | 4     | 1    | 29       | 3        |
| 2001     | Bodø/Glimt      | Tippeligaen | 26        | 1         | 4     | 0    | 30       | 1        |
| 2002     | Bodø/Glimt      | Tippeligaen | 26        | 1         | 4     | 1    | 30       | 2        |
| 2003     | Bodø/Glimt      | Tippeligaen | 25        | 3         | 7     | 2    | 32       | 5        |
| 2004     | Bodø/Glimt      | Tippeligaen | 26        | 2         | 3     | 1    | 29       | 3        |
| 2009     | Bodø/Glimt      | Tippeligaen | 9         | 0         | 0     | 0    | 9        | 0        |
| 2010     | Strømsgodset IF | Tippeligaen | 25        | 0         | 6     | 0    | 31       | 0        |
| 2011     | Strømsgodset IF | Tippeligaen | 2         | 0         | 0     | 0    | 2        | 0        |
| 2012     | Strømsgodset IF | Tippeligaen | 0         | 0         | 0     | 0    | 0        | 0        |
| Összesen | Összesen        | Összesen    | 178       | 10        | 28    | 5    | 206      | 15       |

## Sikerei, díjai
- KNVB-Beker: 1

2009

### Stromsgodset IF
- Norvég labdarúgókupa:
  - 2010